# Esquimaux
Pour les articles homonymes, voir Esquimau (homonymie) et Eskimo (homonymie).
Esquimaux ou Eskimos (ou plus rarement Eskimaux) est un terme utilisé par les colons européens pour nommer principalement les Inuits mais également les Yupiks. Ces peuples autochtones de l'Arctique vivent en Alaska, dans le Grand Nord canadien, au Groenland et en Sibérie orientale. Ce mot est aujourd'hui considéré comme péjoratif par la plupart des peuples concernés. 
Bien que les Inuits représentent la majorité de la population désignée par le terme Esquimau, ce terme, popularisé par les explorateurs du XIXe siècle, ne distingue aucune ethnie particulière. Il n'est pas utilisé par les Inuits eux-mêmes mais inventé lors du colonialisme, et est de nos jours considéré comme discriminatoire voire insultant par ces derniers. L'ensemble des peuples couverts par le terme « esquimaux », y compris les Yupiks, est représenté au sein du conseil circumpolaire inuit.
Par extension, l'expression « langues eskimos » désigne aussi un groupe de la famille des langues eskimo-aléoutes qui comprend les langues inuites et les langues yupik.

## Étymologie
Le terme esquimau est un exonyme et a été utilisé pour désigner des populations inuits et arctiques qui avaient déjà leurs propres noms et identités,
L'origine du terme pourrait provenir de excommunicati; les excommuniés,. La forme d'origine, employée en 1605 par les jésuites missionnaires serait Excomminquois (prononcé Excomminqué), qui ensuite, via quelques altérations donne naissance aux Escoumins, puis esquimaux.  Selon cette hypothèse, le sens originel serait alors probablement relié au fait que les païens hostiles à la religion, étaient interdits d'accès à l'église et aux sacrements. L'étymologie d'Esquimau ne serait donc pas « mangeurs de viande crue », comme le veut une hypothèse répandue, mais « les excommuniés ». D'après le missionnaire Francis Barnum (1849-1921), le nom viendrait du missionnaire jésuite français Charlevoix établi au Canada au XVIIe siècle
Selon l'hypothèse la plus couramment répandue, bien que contestée, la dénomination pourrait venir d'un terme algonquin [Lequel ?]du XVIIe siècle signifiant « mangeur de viande crue »,,. D'autres linguistes supposent que le terme  est dérivé du montagnais (innu) ayas̆kimew voulant dire « filet de raquettes à neige ». D'autres encore ont proposé qu'il pourrait signifier « les locuteurs d'une langue étrangère »,.
Le terme le plus commun en France, Esquimau (féminin « Esquimau », parfois « Esquimaude », pluriel Esquimaux) est attesté pour la première fois en 1691 dans la Nouvelle relation de la Gaspésie de Chrétien Le Clercq (sous l'orthographe « Eskimau », pluriel « Eskimaux »), où il désigne les « habitants des régions arctiques de l'Amérique ».  
Les linguistes ont adopté au XXe siècle, le terme « eskimo », invariable dans l'orthographe danoise, pour désigner traditionnellement le groupe linguistique[réf. nécessaire].

## Terme colonialiste et racial
Au Canada, l'appellation « Inuits » est officielle depuis 1970 et remplace le terme « Esquimaux ». Il est considéré comme péjoratif, offensant, raciste et imposé  par les colonialistes au Canada, aux États-Unis et ailleurs,,,.
Une minorité d'auteurs, telle l'ethnologue et linguiste José Mailhot, remettent en cause le caractère péjoratif du mot « Esquimaux » en s'appuyant sur son étymologie,.
Au Groenland, le terme « Eskimos » est aussi considéré comme une offense par les Inuits,. Les indigènes se désignent comme Groenlandais (en groenlandais : Kalaallit).
En Alaska, le terme « Eskimos », rejeté par les Inuits Iñupiat, est toléré par les populations yupiks qui ne veulent pas être assimilées au peuple des Iñupiat. Les Yupiks préfèrent néanmoins simplement le terme « Yupik ». Le terme  « Alaska Natives », littéralement « autochtones d'Alaska », est plus convenable qu'« Eskimo » pour désigner l'ensemble des populations yupiks et iñupiat d'Alaska.[réf. nécessaire]

### Filmographie
- Nanouk l'Esquimau, de Robert Flaherty, sorti en 1922
- Les Dents du diable, de Nicholas Ray, sorti en 1960